# ベラヤ川 (ヴォルガ川水系)
ベラヤ川（ベラヤがわ、Belaya、Aghidhel、ロシア語: Бе́лая、バシキール語：Ағиҙел、タタール語: Агыйдел、タタール語のラテン文字表記：Ağidel）は、ロシアのバシコルトスタン共和国を流れる川である。
ヴォルガ川水系カマ川の支流で、全長は1,430kmにおよぶ。ウラル山脈の南部に源を発し南西へ流れ、山脈の南端で北に転じる。ウファでウファ川を合わせ、ニージネカマ湖に注ぎ、カマ川に合流する。かつてはウラルを越える交易ルートであり、現在はラフティングなどで有名である。
テュルク系語での「アギディル」は「白いヴォルガ」を意味し、ロシア語での「ベラヤ」は「白い」を意味する形容詞である。ロシア語で「川」を意味する単語が女性形であるため、「ベラヤ」も女性形をとっている。
ベラヤ川沿いの都市はベロレツク（Beloretsk）、イシンバイ（Ishimbay）、ステルリタマク（Sterlitamak）、ウファ（Ufa）、ビルスク（Birsk）、ネフチェカムスク（Neftekamsk）がある。

## 文化
「初恋の歌」（タタール語：Беренче мәхәббәт）がベラヤ川沿いのタタール人、マリ人、チュヴァシ人などによってそれぞれの言葉で歌われている。